# Pederastia en la Antigua Grecia

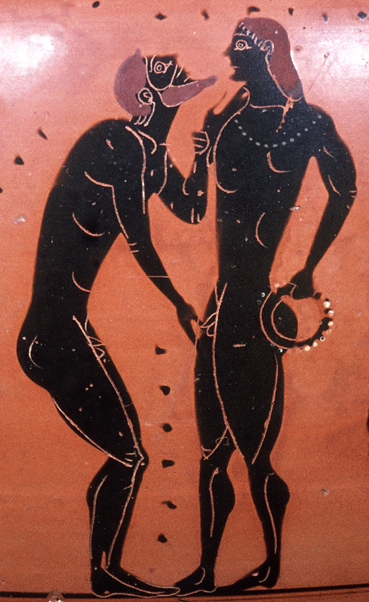
Escena de un cortejo pederasta.
Detalle de un ánfora ateniense pintada con figuras negras del
El hombre con barba está representado en un tradicional gesto de cortejo pederasta, con una mano buscando acariciar al joven y la otra tocando su barbilla mirándolo a los ojos.

La pederastia griega (del griego παιδεραστία), idealizada por los griegos desde la época arcaica, era una relación entre un joven menor de edad (ἐρώμενος, erōmenos, 'amado') y un hombre adulto que no pertenecía a su familia próxima (ἐραστής, erastēs, 'amante'). Surgió como una tradición aristocrática educativa y de formación moral. Los griegos la consideraban por ello un elemento esencial de su cultura ya desde los tiempos de Homero. Es importante señalar que la diferencia de edad entre erōmenos y erastēs es paralela a la que se daba entre los contrayentes del matrimonio en la antigua Grecia: un hombre en la treintena y una jovencita o joven de entre quince y dieciocho años. También cabe remarcar que el erómeno era un adolescente ya entrado en la pubertad y no un niño, como se entiende en el concepto actual de pederastia.
El término deriva de la combinación de dos vocablos griegos: παιδ- (raíz de παῖς, παιδός, 'niño' o 'muchacho') y ἐραστής (erastēs, 'amante'; cf. erotismo). En un sentido más amplio, la palabra se refiere al amor erótico entre adolescentes y hombres adultos. Los griegos consideraban normal que un hombre se sintiese atraído por la belleza de un joven, tanto o más que por la de una mujer. Sólo había controversia sobre la forma en que debía expresarse este deseo.
La pederastia estaba muy relacionada con la tradición atlética y artística de la desnudez en la gimnasia, con la costumbre de matrimonios tardíos para los varones, con los banquetes y con el hecho de que las mujeres estuvieran recluidas en sus hogares. También era algo fundamental para el entrenamiento militar griego y un factor importante en la formación de sus tropas.

## Historia

### Posibles orígenes

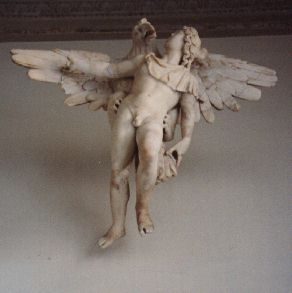
Zeus en forma de águila rapta a Ganimedes.

Los griegos antiguos fueron los primeros en describir, estudiar, sistematizar y establecer la pederastia como una institución. Múltiples teorías intentan explicar el origen de esta tradición. Una escuela de pensamiento, representada por Bernard Sergent, sostiene que el modelo de la pederastia griega evolucionó a partir de los ritos de paso a la edad adulta indoeuropeos, los cuales a su vez tenían sus raíces en las tradiciones chamanísticas neolíticas.
Según otra explicación, expuesta por académicos ingleses como William Percy, la pederastia surgió en la antigua Creta alrededor del año 630 a. C. como un medio de controlar la natalidad, retrasando la edad promedio del matrimonio de los hombres hasta la treintena.
Otra teoría explica la pederastia desde el punto de vista que tenía la aristocracia masculina griega sobre los sexos: los griegos se consideraban como una raza ilustrada, pero no incluían a las mujeres en tal definición. Por lo tanto, sólo podían establecer una relación amorosa entre iguales con otro hombre igualmente ilustrado. Este concepto elitista de los hombres como el único sexo ilustrado se da en otras culturas coetáneas (véanse cultura romana y semita como ejemplos), pero solo en Grecia se sigue de él la tolerancia a la pederastia.

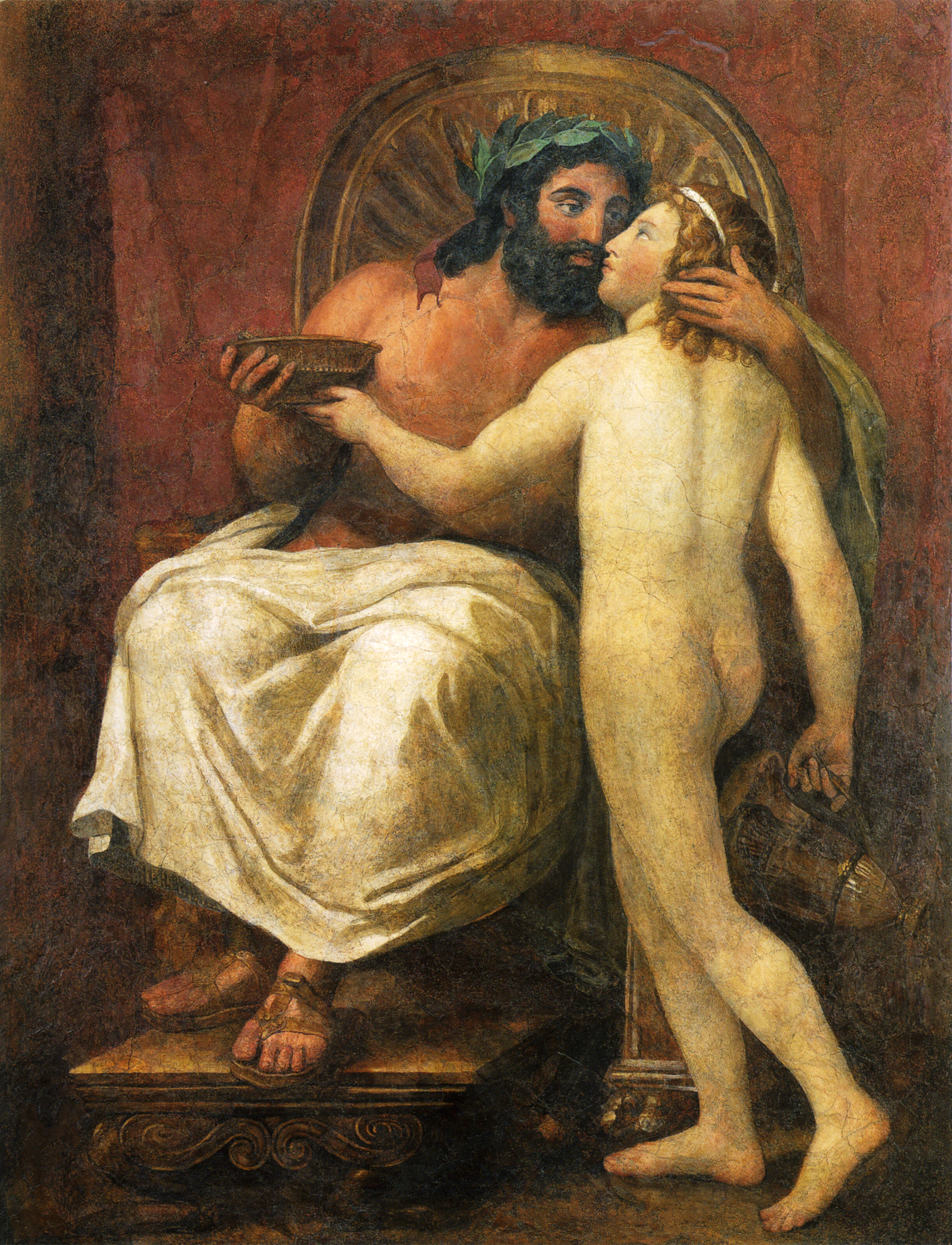
Zeus y Ganimedes. Anton Raphael Mengs, 1758-59.

Los primeros textos literarios griegos, los poemas homéricos, no mencionan de forma explícita prácticas pederastas. Numerosas teorías intentan explicar este silencio. Una de ellas, ampliamente sostenida, es la hipótesis doria establecida en primer lugar por K.O. Müller. Según esta teoría, la pederastia fue introducida por las tribus guerreras dorias que conquistaron Grecia alrededor de 1200 a. C. Éstas se establecieron en la mayor parte del Peloponeso, así como en  las islas de Creta, Santorini y Rodas, expulsando a los jonios, muchos de los cuales partieron hacia Asia Menor, aunque quedaron enclaves jonios en importantes ciudades de Ática y de Eubea. Según esta hipótesis, siendo Homero un poeta jonio, no es sorprendente que en su obra no aparezca esta práctica, de origen dorio. Otra hipótesis es que el estilo épico excluyó algunos temas, entre ellos las relaciones pederastas. Sin embargo, las obras de Homero aluden indirectamente a relaciones homoeróticas, como cuando se menciona el mito de Zeus y Ganímedes en la Ilíada y el Himno homérico a Afrodita. Por otro lado, aunque la Ilíada no aclara la naturaleza exacta de la relación entre Aquiles y Patroclo, deja abierta la posibilidad de una lectura homoerótica.

### Variantes
La pederastia no se practicaba del mismo modo en toda la antigua Grecia, pues había una gran diversidad de formas según las regiones y el periodo donde se llevara a cabo. En algunas zonas, como en Beocia, el hombre y el muchacho se unían formalmente y vivían juntos en pareja. En otras, como en Elis y Atenas, se convencía con regalos a los jóvenes para que mantuvieran una relación de noviazgo, y en unas pocas, como Jonia, estas relaciones estaban completamente prohibidas. Por otro lado, a pesar de todo lo dicho sobre los espartanos, parece ser que practicaban la pederastia de una forma casi casta. Un hombre libre podía enamorarse de un joven, proclamarlo públicamente y cortejarlo hasta que este lo aceptara como compañero.
Todas las variantes tenían, sin embargo, características comunes: el erastés se convertía siempre en una especie de tutor legal, mentor y amigo del chico. Diferían en los rituales, en la forma de convivencia y el grado de intimidad que alcanzaba la pareja.
Algunos poetas, como Teognis y Anacreonte, se autodefinían como pederastas. Al presentarse de esta manera trataban de encarnar sus propios ideales en la tradición. En el caso de Teognis, la pederastia era política y pedagógica, una forma que la élite masculina tenía de traspasar su sabiduría y valores a sus amados. En cambio, las ideas de Anacreonte son hedonistas, tanto erótica como espiritualmente; pero no por ello resultan menos idealistas que las de Teognis, pues promulgaba como virtud la moderación de los amantes.

### Polémica
Michel Foucault afirma que en la cultura griega la cuestión de la pederastia se debatió ya como un problema y fue "objeto de una especial e intensa preocupación moral", centrada principalmente en la castidad o la moderación en la relación con el erōmenos. Sin embargo, según Andrew Lear, estas conclusiones solo podrían ser ciertas por lo que se refiere a los textos del periodo clásico en Atenas, ya que en la época arcaica, lejos de considerarse un problema, la pederastia se asociaba de forma general a los más altos ideales.
Jeremy Bentham ofrece un punto de vista distinto en un ensayo escrito en 1785 y publicado póstumamente en 1978. Según Bentham, lo que condenaban los griegos no era la relación homosexual en sí, sino la falta de moderación que podía darse en ella, que también condenaban en la relación con las mujeres: «Deberían avergonzarse de lo que se considera un exceso y una debilidad, avergonzarse de una costumbre que tiende a distraer a los hombres de ocupaciones más valiosas e importantes, deberían avergonzarse de sus excesos y su debilidad con las mujeres.»
Además, el estudio de la pederastia griega resulta complicado porque los documentos que tratan sobre ella han sido objeto de una destrucción sistemática desde la antigüedad. De todas las obras griegas cuyo tema principal era el amor entre personas de un mismo sexo, ninguna ha sobrevivido. De hecho, sólo un pequeño porcentaje de la literatura antigua ha llegado hasta nuestros días. Sin embargo, hay algunas excepciones notables a este panorama general, como los textos de Estratón de Sardes y los Amores de Luciano.

### Evolución y extinción
La pederastia griega atravesó una serie de cambios a lo largo del milenio en que existió hasta desaparecer como institución oficial. En el caso de Atenas, parece que estas relaciones devinieron luego de un gran recato en la época arcaica en una práctica más carnal y sin restricciones en la época clásica, seguida de un retorno a una forma más espiritual en sus últimas etapas, que se asemejaba a sus comienzos. Su fin como práctica oficial llegó con un decreto del emperador Justiniano: el mismo que también puso fin a otras instituciones que sustentaban la cultura clásica, como los Juegos Olímpicos y la Academia de Platón.

## Debates filosóficos
Sócrates, Platón y Jenofonte describieron los poderes inspiradores del amor entre varones, aunque desdeñaron su expresión física. Tras la muerte de Platón, la dirección de la Academia pasó de amante en amante. El tema de la pederastia fue objeto de extensos análisis. Algunos de los principales dilemas discutidos fueron:

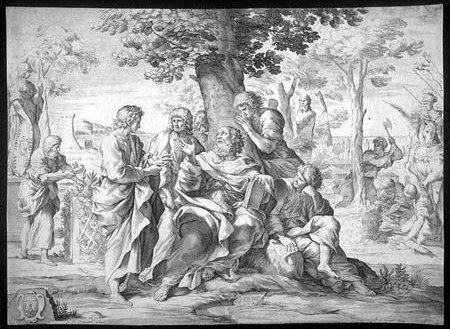
Sócrates y sus alumnos, de Johann Friedrich Greuter (grabado del).

- ¿Cómo debe ser la pederastia, casta o erótica?
- ¿La pederastia está bien o mal?
- ¿La pederastia es mejor o peor que el amor con mujeres?

Sócrates, como viene reflejado en los escritos de Platón, parece ser partidario de las relaciones pederastas castas, marcando un equilibrio entre el deseo y el autocontrol. Dejando de lado la consumación de la relación, Sócrates enfatiza la amistad y el amor entre compañeros. Critica mordazmente los encaprichamientos meramente físicos; por ejemplo, se burla de la atracción de Critias por Eutidemo, comparándola con el comportamiento de un «cerdito que se rasca contra una roca». Sin embargo, esto no evitó que él mismo frecuentara los burdeles de chicos, donde compró, para liberarlo, a su futuro amigo y estudiante Fedón, ni dejó por ello de describir su excitación sexual al vislumbrar el hermoso cuerpo desnudo de Cármides bajo su túnica abierta.
El amor de Sócrates por Alcibíades, que fue más que correspondido, se toma como ejemplo de la pederastia casta. Plutarco y Jenofonte en sus descripciones de la pederastia espartana afirman que, a pesar de la belleza de sus chicos, las parejas pederastas se mantenían generalmente castas (contrariamente a las tradiciones de Creta).
Las relaciones masculinas fueron presentadas de modo complejo, unas veces como honorables y otras como deshonrosas. Pero para la inmensa mayoría de los historiadores antiguos, si un hombre no había tenido un joven como amante, ello indicaba un fallo de carácter. Platón en sus primeras obras (como el Simposio y Fedro) no cuestiona los principios de la pederastia y afirma de las relaciones con los del mismo sexo:
Por lo que sé, no hay mayor bendición para un hombre joven que está empezando a vivir que un amante virtuoso, o para un amante que un joven amado. Por principio, digo que ningún lazo, honor, riqueza ni ninguna otra cosa es digno de implantarse como el amor. ¿De qué estoy hablando? Del sentido de honor y del deshonor, sin el cual ningún estado o individuo podría haber hecho alguna labor buena o grande... Y si pudiera inventarse algo para que un estado o un ejército se compusiera de los amantes y sus amados, serían los mejores gobernantes de sus ciudades, corrigiéndose sus defectos y emulando sus virtudes, y es una exageración pequeña decir que si lucharan los unos junto a los otros, aunque fuera solo con las manos, conseguirían conquistar el mundo.
Sin embargo, en su obra tardía Las leyes habla de la decadencia en la que está sumergida la pederastia ateniense tradicional, acusa a la pederastia de promover la disputa civil y estar volviendo locos a muchos, y recomienda la prohibición de los intercambios sexuales con chicos, proponiendo que se busque una forma de darles fin.
Otros escritores, a través de «debates» entre amantes de los chicos y amantes de las mujeres, han dejado constancia de otros argumentos a favor y en contra de la pederastia. Los detractores calificaban de «antinaturales» las relaciones entre hombres y muchachos, argumentando que no se dan entre «los leones y los osos». Otros aducían para no practicar la pederastia tradicional que estaba ideada para que el fuerte se satisficiera a expensas del débil. A la cabeza de estas denuncias estaba la castración de chicos esclavos. Dice Lucio: «la desvergonzada y tiránica violencia ha llegado a mutilar la naturaleza con un hierro sacrílego, que despedaza la masculinidad de los muchachos para prolongar el uso que se hace de ellos».

## Aspectos sociales

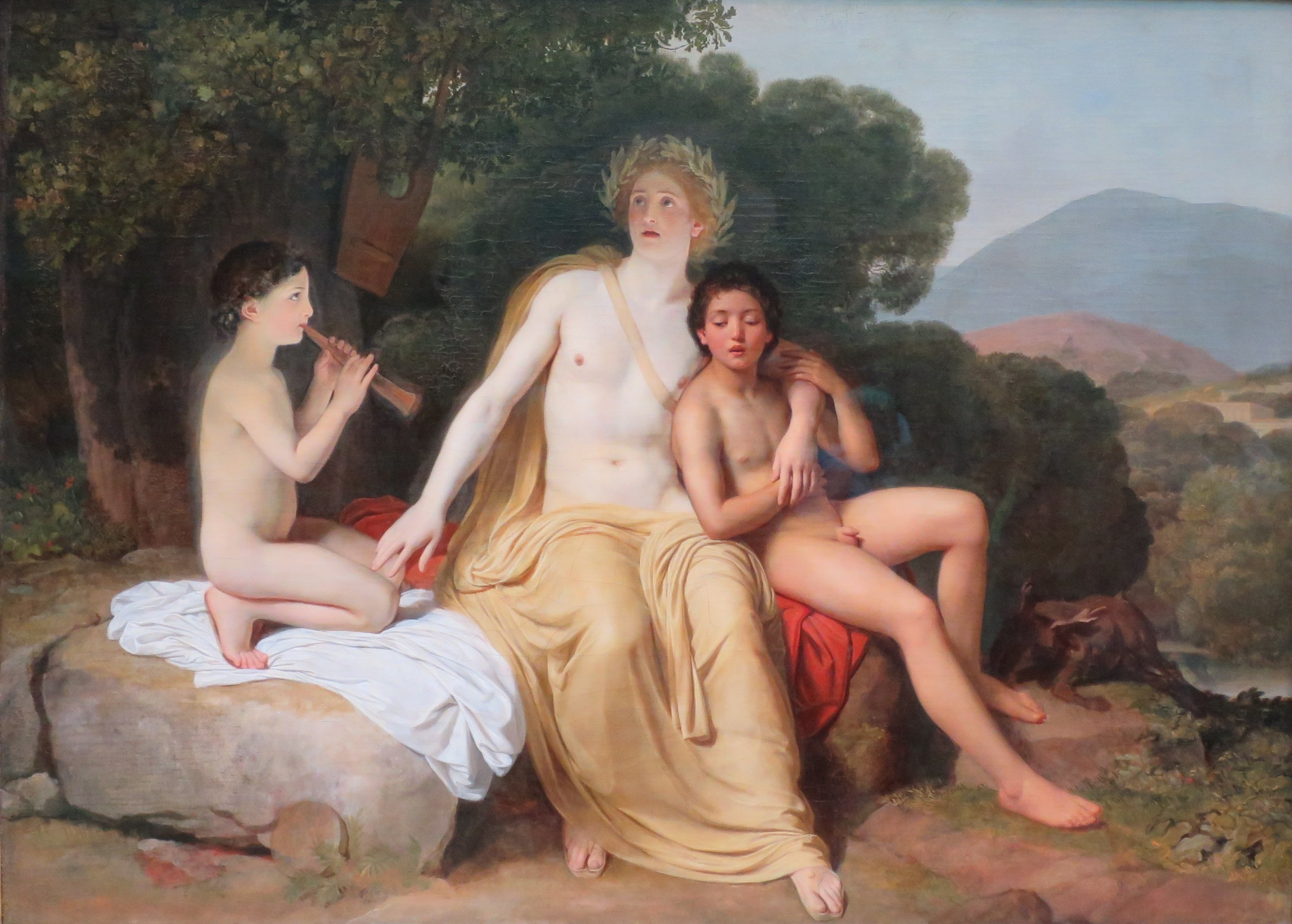
Apolo, Jacinto y Cipariso. Aleksandr Ivánov, 1834.

La relación erastés-eromeno era fundamental para el sistema social y educativo de la Grecia clásica. Tenía complejas normas de etiqueta sociales tanto a nivel social como sexuales y se consideraba una institución entre las clases superiores. El amante adquiría el estatus de un familiar masculino o mentor del amado. Su tutoría estaba sancionada por el Estado, como evidencian las leyes que regulaban y controlaban esta relación. Así mismo estaban consagradas por el estamento religioso, como se puede ver en multitud de mitos que describen tales relaciones entre un dios y un héroe (Apolo y Jacinto, Zeus y Ganímedes, Heracles e Hilas y Pan y Dafnis; y entre dos héroes: (Aquiles y Patroclo, Orestes y Pílades). Es interesante destacar que los griegos intentaban proyectar apariencia de pederastia, en las maneras, en estas dos parejas, a pesar de que todas las pruebas demuestran que estos dos mitos fueron originalmente creados para simbolizar una relación entre iguales de dos adultos.
En las fuentes literarias, la pederastia es descrita principalmente como una institución reservada a los ciudadanos libres.
Los documentos históricos y también mitológicos sugieren que la relación pederasta requería el consentimiento del padre del chico. En Creta se llevaba a cabo un rapto ritual, antes del cual el padre del muchacho tenía que autorizarla y dar el visto bueno al pretendiente valorando su honorabilidad. En Atenas, como afirma Sócrates en el Simposio de Jenofonte: «El amante honrado nada (de lo que incumbe al chico) oculta al padre». Esto concuerda con el importante papel del patriarcado griego, que tenía derecho de vida o muerte sobre los hijos. También coincide con la importancia que un hijo tenía para un padre. Además de los lazos afectivos entre ellos, un hijo varón era la única esperanza para la supervivencia de un apellido, de su fortuna y linaje. Para proteger a sus hijos de intentos inapropiados de seducción, los padres les asignaban esclavos llamados pedagogue para vigilarlos. Aunque, de acuerdo con Aechines, los padres atenienses rezaban para que sus hijos fueran guapos y atractivos, sabiendo que esto atraería la atención de los hombres y "se pelearían por ser el objeto de su pasión". El muchacho, para ser objeto de deseo, debía reunir los requisitos para una relación pederasta: tenía que ser kalós (καλός) bello, y agathós (ἀγαθός), bueno, valiente, justo y modesto. Se esperaba del joven que fuera recatado y no se dejara conquistar fácilmente.
Los chicos empezaban en la pubertad a mantener estas relaciones, aproximadamente a la misma edad en que las chicas eran entregadas en matrimonio, también a maridos bastantes años mayores. Había una diferencia entre ambos tipos de enlaces: los chicos generalmente tenían que ser cortejados y eran libres para elegir a su pareja; las chicas en cambio no tenían elección y sus matrimonios eran concertados entre el padre y el pretendiente. Y frecuentemente eran usadas en acuerdos para obtener beneficio económico o político.
El patrón general era que el miembro joven mantuviera esta relación hasta que alcanzara la madurez. La pederastia estaba ampliamente aceptada como parte del ritual de paso a la madurez masculina, aunque esta función es todavía debatida.
La función principal de la relación parece ser que era la introducción del joven en la sociedad adulta y las responsabilidades adultas. Para este fin se esperaba del mentor que enseñara al joven o que velara por su educación, y que diera los regalos ceremoniales oportunos. Por ejemplo, en Creta eran un buey, una armadura y un cáliz. Representaban las áreas de la agricultura, guerra y religión en los que debía desarrollarse. En Beocia, el erómenos recibía un equipamiento militar completo. Además muchos de los regalos estaban vinculados a la función educativa, como instrumentos musicales o de caza. El lazo entre los dos participantes parece que estaba basado en parte por el deseo y amor (generalmente expresado sexualmente) y en parte por los intereses políticos de ambas familias. Un aspecto importante era la amistad entre ambos, expresada por el proverbio de la época: «Un amante es el mejor amigo que un chico tendrá nunca.»

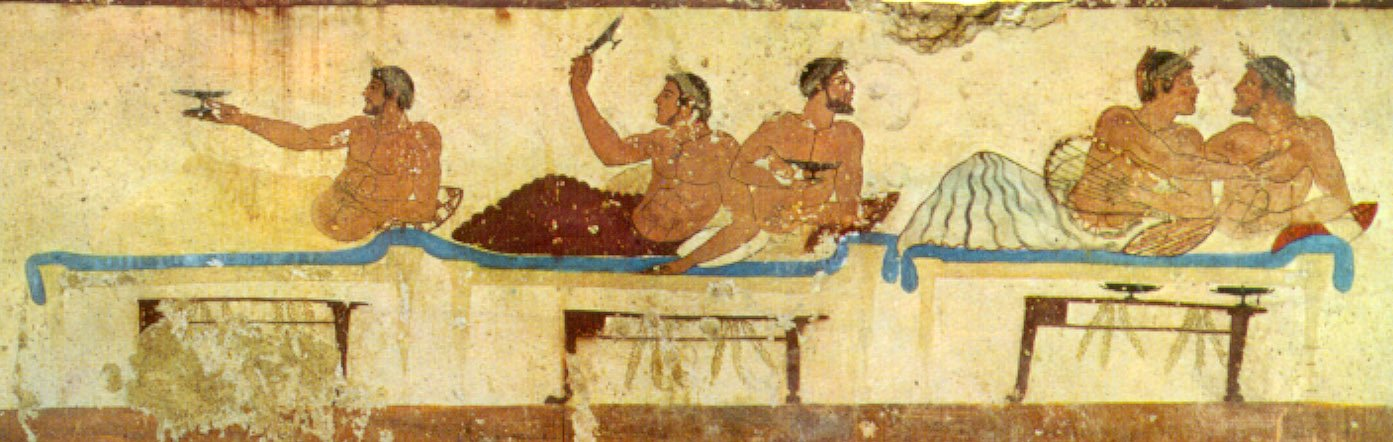
Parejas pederastas en un simposio, tal como se muestra en un fresco de una tumba de la colonia griega de Paestum, en Italia.

Estas relaciones eran abiertas y públicas, e incluso formaban parte de la biografía de una persona. Así, cuando los historiadores espartanos escribían acerca de un personaje, generalmente lo indicaban como de quien había escuchado o de quien se había inspirado.
Para el muchacho, y su familia, representaba una gran ventaja tener un mentor mayor e influyente que ampliara su red social. Así, algunos consideraban deseable haber tenido muchos amantes/mentores en sus años jóvenes por dos razones: para demostrar su atractivo físico y para poder forjarse una importante posición social en el futuro. A menudo, después de haber terminado su relación sexual y cuando el joven ya se había casado, se mantenían fuertes lazos de amistad con su erastés de por vida. Los griegos alababan a estos amantes que continuaban su amor después de la madurez de sus amados, diciendo: «Puedes levantar un toro si lo portaste de ternero».
La pederastia fue la forma idealizada y formal del homoerotismo con jóvenes, aunque, como en otras costumbres sociales, existieron otras variantes menos idílicas, como la prostitución o el uso de chicos esclavos. Sin embargo, otras formas estuvieron prohibidas: como que un esclavo hiciera el amor a un chico (aunque su acceso a las mujeres no estaba impedido) o pagar a los chicos u hombres jóvenes libres a cambio de sexo. Los jóvenes que hubieran vendido sus favores sexuales eran generalmente ridiculizados y estigmatizados; en su vida futura se les prohibía desempeñar ciertas funciones oficiales. La acusación del político ateniense Esquines, en 346 a. C., en su discurso Contra Timarco, es un ejemplo de cómo estas regulaciones eran usadas para obtener ventaja política. En sus discursos contra el mantenimiento de los derechos políticos de Timarco, un experimentado político de mediana edad, argumenta que este en su adolescencia fue el mantenido de una serie de hombres adinerados. Esquines ganó el caso y Timarco fue condenado a la atimia. Pero Esquines es cuidadoso al reconocer lo que todos sabían en Atenas: sus propios devaneos con jóvenes guapos y los poemas eróticos que les dedicaba, así como los apuros en los que se vio metido por estos, ninguno de los cuales, se apresuró a señalar, fue a cambio de dinero.
Aunque legal, no era infrecuente que la relación fracasara, y se decía acerca de muchos chicos que «no odiaban a nadie tanto como al hombre que fue su amante». Ver como ejemplo la muerte de Filipo II. Por ello, los cretenses hacían declarar al chico si la relación había sido de su agrado, dándole así una oportunidad de romperla si se había ejercido cualquier violencia contra él.

## Relación con el deporte

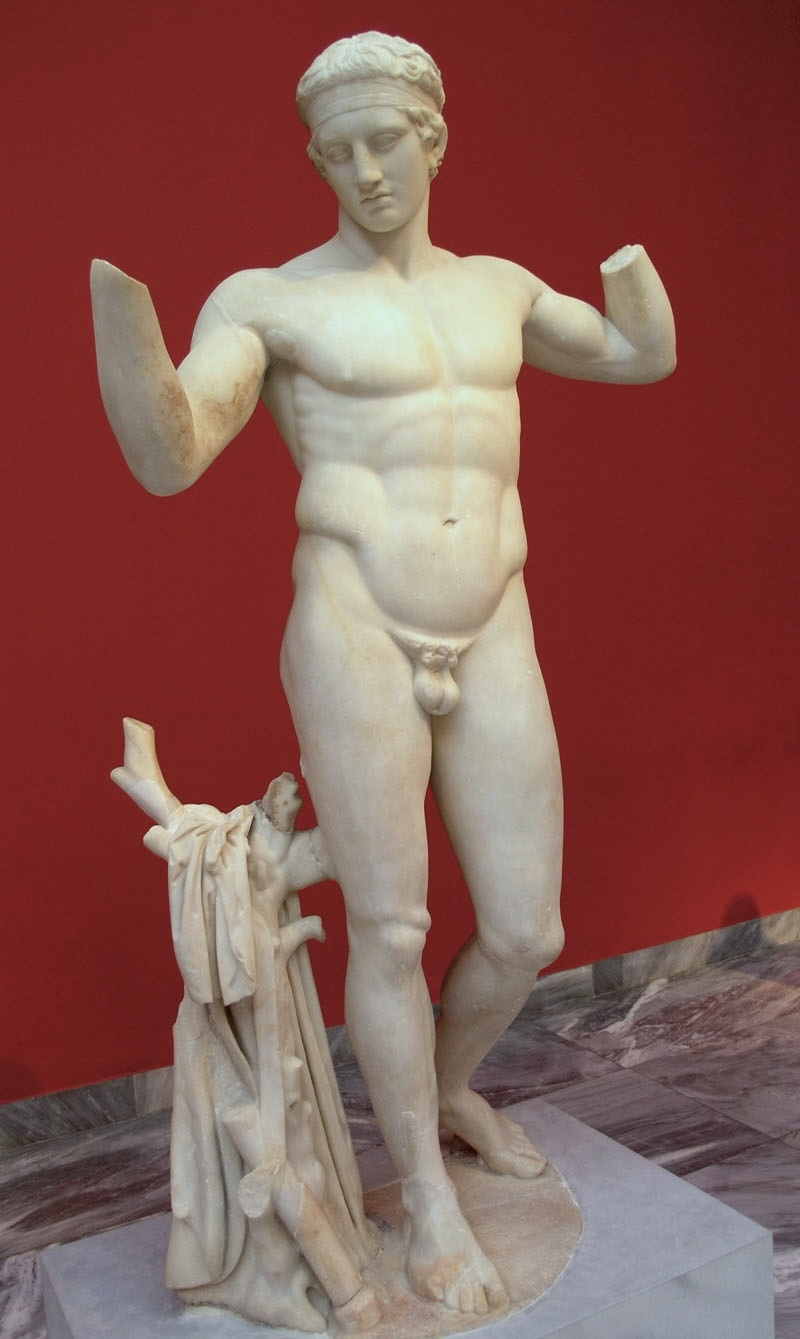
El Diadúmeno, atleta victorioso, de Policleto (cuarto del)

La costumbre de la pederastia estaba vinculada inseparablemente a los deportes organizados. La principal ocasión que hombres y chicos tenían para conocerse y pasar tiempo juntos, además de una ocasión para enseñarles las artes de la guerra y la filosofía, era durante los deportes de gimnasio. Este era principalmente el campo de entrenamiento para estas disciplinas y lugar de reunión para las relaciones pederastas. En particular la práctica de deportes desnudos era fundamental para el culto al cuerpo y al erotismo que impregnaba las sociedades pederastas. «Con lo que más se relaciona a las ciudades es con los deportes» es la frase que Platón usa para describir los estados donde a los griegos les gustaba prosperar. La palabra deporte usada, gimnasia, no solo se refiere a la disciplina atlética como tal, sino a su raíz griega γυμνός, desnudo, del hecho de que todos los ejercicios realizados por hombres y muchachos se realizaban desnudos. Esto hacía posible la contemplación de la belleza física y sus consecuencias eróticas.
La belleza y el poder erótico del cuerpo desnudo eran resaltados con el uso de aceites untados sobre él. El abastecimiento de aceites para esta decoración era un gasto muy caro para los gimnasios y se cubría por las arcas públicas y por donaciones privadas. Su uso también fue variando con el tiempo. Al principio se consideraba una falta a la modestia y los muchachos debían evitar ungirse con  aceites por debajo de la cintura para no llamar la atención sobre su sexualidad. Esta restricción desapareció presumiblemente en tiempos de Platón.
La relación entre el entrenador y sus atletas a menudo tenía una dimensión erótica, y el mismo lugar en el que tenían lugar los entrenamientos servía igual para los coqueteos eróticos, como puede verse en muchas escenas de seducción y amatorias en todo tipo de decoraciones artísticas en palestras, y los artilugios encontrados tales como los estrígiles y esponjas.

## Aspectos educativos y militares
Tanto los escritores antiguos como los modernos historiadores, como Bruce Thornton, coinciden en que el objetivo de la pederastia era pedagógico, encauzar al Eros en la creación de ciudadanos nobles y buenos. Varios temas mitológicos sugieren su utilización tanto en la formación religiosa (véase las historias de Tántalo, Poseidón o Pélope), como en el entrenamiento militar (Hércules e Hilas). El tema de enseñar a conducir un carro aparece varias veces (Poseidón y Pélope, Layo y Crisipus). Se dice que Apolo enseñó a Orfeo, uno de sus amados, a tocar el arpa. Y Zeus lo hizo con su Ganímedes copero, un tema con connotaciones religiosas. De esta forma los amores de los dioses rememoraban y simbolizaban los de los mortales, y sus enseñanzas señalarían el proceso educativo que tenía lugar entre el amante y el amado.
Tomando como ejemplo el rito cretense, el historiador Éforo nos cuenta que un hombre (conocido como Philetor, el que hace amigos) llevó al chico (conocido como Kleinos, el glorioso) al monte donde pasaron muchos meses cazando y festejando con sus amigos, tan satisfecho quedó el chico del comportamiento de su compañero que se cambió el nombre por parastates, el camarada de lucha en la línea de batalla, y correspondió a Philetor manteniendo con él relaciones íntimas que proclamó públicamente. Los aspectos pedagógicos del relato de Éforo son indiscutibles. Y sin duda es un rito de paso a la edad adulta culminado con el retorno de la pareja de las montañas y el proceso de inculcación de los valores de la sociedad masculina que ha tenido lugar.

### Función militar
El entrenamiento militar era fundamental en la educación de la sociedad griega, inseparable de las demás materias. La Grecia antigua siempre estuvo envuelta en guerras, tanto internas como externas, por lo que la destreza militar estaba altamente valorada. Pero las ciudades griegas no tenían un ejército regular pagado, como lo entendemos hoy, que entrenara a sus reclutas. Eran los propios ciudadanos los que tenían el deber de formarse militarmente para convertirse en hoplitas. Por lo que una de las funciones principales de la pederastia fue la de cultivar el valor y las habilidades guerreras, así el entrenamiento militar se convirtió en consustancial entre sus tradiciones. Era el erastés el principal encargado de entrenar militarmente a su eromeno, ya que debido a la costumbre griega de matrimonios tardíos, cuando un chico llegara a la edad militar su padre generalmente ya era demasiado viejo para encargarse de esa tarea.

## Aspectos sexuales
De acuerdo con las fuentes antiguas el aspecto sexual de las relaciones pederastas varió mucho. En un extremo las relaciones fueron proclamadas como de amor casto, mientras que en el otro lado del espectro leemos acerca de parejas acusadas de mantener sexo anal en todos sus roles.
Cicerón al describir las costumbres espartanas indica que se esperaba que los intercambios amorosos ocurrieran justo antes de la consumación: «Los lacedemonios permiten todas las cosas a excepción de la atroz hybris en el amor con los jóvenes, ciertamente distinguen lo prohibido de lo permitido con una fina línea de separación y permiten abrazos y tocamientos a los amantes.» Sin embargo los atenienses, enemigos de los espartanos, llamaban a la sodomía «el estilo lacedemonio» —que ha llegado hasta hoy con la expresión el vicio lacedemonio—. Las fuentes literarias son incluso más subidas de tono, especialmente en la comedia antigua. Por ejemplo Aristófanes en su obra La paz, parodia el rapto de Ganímedes por Zeus convertido en águila, hay un personaje cabalgando sobre un escarabajo pelotero hacia el Olimpo, una burla escatológica del sexo anal. Algunos historiadores modernos han concluido que probablemente dependería de cada pareja que las relaciones sexuales incluyeran sexo anal o no.

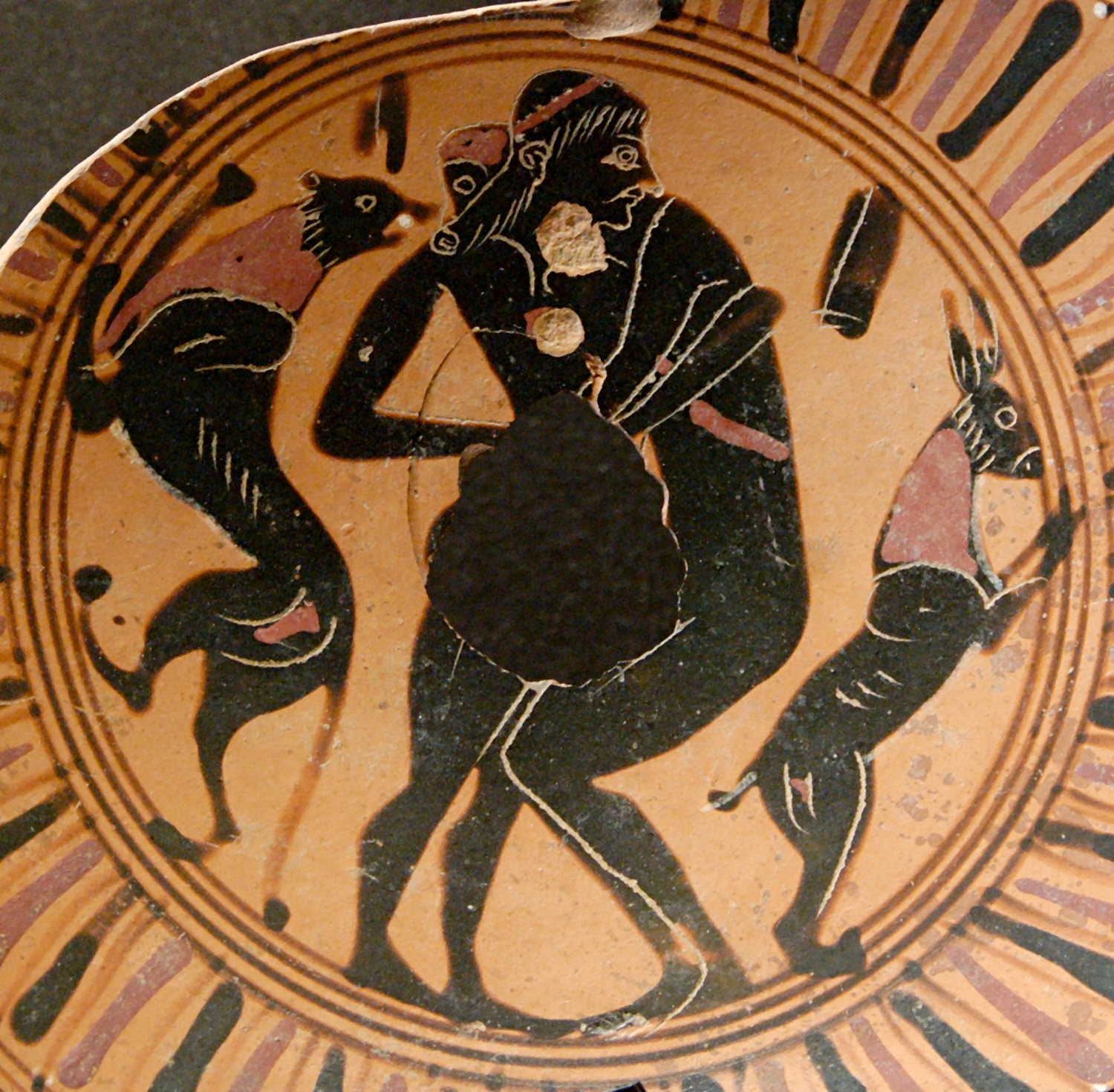
Escena erótica pederasta, fragmento de una copa ática de figuras negras, 550 a. C.-525 a. C., en el Louvre.

En las pinturas de la cerámica de los siglos VI a. C. y V a. C. que representan cortejos pederastas el hombre está implorando al joven, en una variación del gesto griego de súplica. En este, normalmente los suplicantes abrazaban las rodillas de la persona a la cual pedían el favor, mientras tocaban su barbilla y le miraban a los ojos. En las cerámicas con imágenes pederastas el hombre está de pie también mirándole a los ojos y tocando la barbilla del muchacho con una mano, pero con la otra le acariciaba los genitales. Los muchachos son mostrados en un variado grado de rechazo o de aceptación de las atenciones del hombre. Cuando las representaciones  muestran las relaciones sexuales es en la forma llamada diamarizein (hacerlo entre las piernas), la pareja está de pie cara a cara, el erastés abraza al joven con su cabeza descansando sobre el hombro del chico mientras que su pene está entre las piernas apretadas del erómeno.
El sexo anal raramente es mencionado o mostrado, y cuando se hacía se representaba a los amantes sorprendidos por un mirón. Bastantes fuentes mencionan que es visto como vergonzoso. Acerca de esto hay una fábula atribuida a Esopo que dice que la diosa Aeschyne (la modestia o el sentido de la vergüenza), solía entrar en el cuerpo humano por detrás, siempre y cuando Eros no la siguiera por el mismo camino; y que se alejaba volando en cuanto él lo hacía. Fuentes literarias posteriores mencionan que se hizo más corriente al final de la antigüedad. Así mismo algunos grabados epigráficos como el grafiti de Tera se han interpretado como evidencias de que en otros lugares podía haber sido más aceptado.
K. J. Dover afirmó que no se esperaba que el erómeno sintiera deseo por el erastés, que eso resultaría poco masculino. Pero pruebas más recientes indican que en realidad sí que se producía un deseo recíproco, refutando la teoría anterior. Como señala Thomas Hubbard, en una controversia con David Halperin, que decía que los chicos no se excitarían; algunos vasos cerámicos sí muestran como responden sexualmente, y (cf. Aristófanes, Las aves 142) «acariciar el órgano sexual del chico es una de las más comunes representaciones de los gestos de cortejo en las vasijas. ¿Qué sentido podría tener este acto a menos que el amante, de hecho, disfrute sintiendo y viendo como el órgano del chico responde a su estímulo manual?.»
El tema del mutuo deseo también es un tema de debate en los tiempos antiguos. Mientras que el papel pasivo resultaba problemático, que un chico se sintiera atraído por los hombres era considerado un signo de masculinidad, y se pensaba que aquellos chicos que pasaban más tiempo en compañía de hombres era de los cuales se esperaba más éxito, por ser poseedores en mayor medida de los valores masculinos.

## Aspectos religiosos

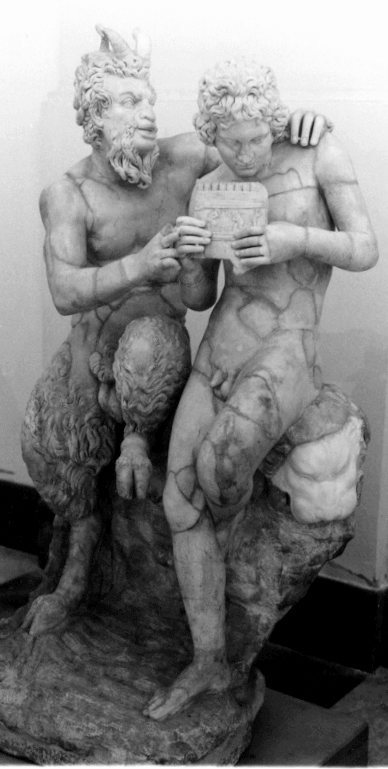
Pan enseñando a Dafnis a tocar la flauta. Mármol de Helidoro; de 100 a. C., encontrado en Pompeya.

La mitología griega nos proporciona más de cincuenta ejemplos de jóvenes varones que eran amantes de dioses. Los poetas y la tradición atribuyen esta clase de amores a: Zeus, Poseidón, Apolo, Orfeo, Heracles, Dioniso, Hermes y Pan. Todos los dioses principales del Panteón excepto Ares tenían estas relaciones.
Esta relación entre hombres y dioses se cree que es derivada de los ritos de iniciación indoeuropeos. En ellos el iniciado experimenta un estado de éxtasis que le proporciona un viaje espiritual hacia una muerte mística y la transfiguración, análogo a las prácticas chamánicas registradas en la actualidad. Si fuera así, los griegos del siglo V a. C. habían olvidado esta conexión. En 476 a. C. el poeta Píndaro, en su oda, Olímpicas I clama estar horrorizado ante la insinuación de que los dioses comieran carne humana, en este contexto, se trata de una obvia metáfora chamánica. Una teoría opuesta, presentada por Murray en su obra Homosexualities da crédito a los textos que creen (o acusan) a los cretenses de ser el origen (entre ellos Aristóteles). Indica la aparente vía de radiación desde Creta y señala que sería anómalo que en las áreas del norte de Grecia, más estrechamente vinculados con los orígenes indo-europeos, no se conozca que estuviera institucionalizada la práctica.
Los mitos son también el vehículo para transmitir y asentar la moral y los cánones para estas relaciones. En el mito de Zeus y Ganímedes cuando Zeus manda regalos y garantías a Tros, rey de Troya y padre de Ganímedes, los antiguos recuerdan que incluso el rey de los cielos debe mostrar consideración con el padre del erómeno. Muchos otros mitos pederásticos incorporan también al padre, indicando de esta manera el papel esencial del padre en estas relaciones. Los mitos también hablan directamente a los jóvenes, como muestra una versión recientemente descubierta del mito de Narciso. Esta versión, más arcaica que la que relata Ovidio en su obra Las metamorfosis, es un cuento moral en el que el orgulloso e insensible Narciso es castigado por los dioses por haber rechazado a todos sus pretendientes.
En Esparta existía un festival las Gimnopedias en honor a Leto y sus hijos, en la que bailaban chicos y hombres casados. El acceso a los solteros mayores de treinta estaba restringido.

## Aspectos políticos

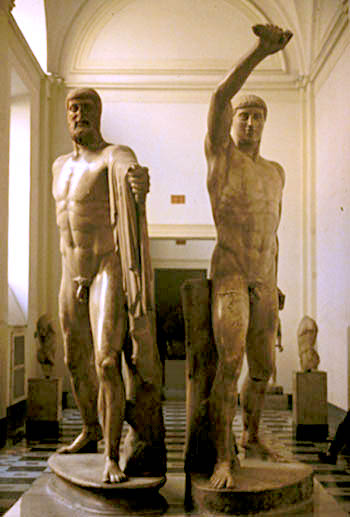
Harmodio y Aristogitón,
copia romana de las estatuas atenienses, obra de Critio y Nesiotes.

El estado se beneficiaba de estas relaciones según establecen los escritores antiguos. La relación de amistad funcionaba como una contención de la juventud, ya que si el joven cometía un delito no era él el castigado sino su amante. En el ejército, los amantes luchaban codo con codo y competían por brillar uno por encima del otro. Así, se decía, que un ejército compuesto por amantes sería invencible, como lo fue hasta la Batalla de Queronea la tropa sagrada Tebana, un batallón de ciento cincuenta parejas de guerreros que luchaban junto a sus amados.
De acuerdo con el sentimiento popular, expresado en el discurso de Pausanias en el Simposio de Platón, las parejas pederastas eran también fundamentales para la democracia y asustaban a los tiranos porque los lazos entre ellos eran más fuertes que la obediencia a las reglas despóticas. Ateneo afirma que «el aristotélico Jerónimo dice que el amor con los muchachos está de moda porque muchas tiranías han sido rechazadas por hombres jóvenes en la flor de la vida, unidos como camaradas en mutua comprensión». Da ejemplos de tales parejas pederastas, como las de Harmodio y Aristogitón a los que se les atribuye (quizás simbólicamente) el derrocamiento del tirano Hipias y el establecimiento de la democracia en Atenas. Y también a Caritón y Melanipo.
Otros en cambio, como Aristóteles, sostenían que algunos estados apoyaban la pederastia como un medio de control de la natalidad, dirigiendo el amor y el deseo sexual por un cauce no-procreativo, rasgo de la pederastia también usada en otras culturas.
Hay constancia de que muchos líderes políticos tuvieron relaciones con los de su mismo sexo como: Solón, Pisístrato, Hispias, Hiparco, Temístocles, Arístides, Critias, Demóstenes y Esquines de Atenas; Pausanias, Lisandro y Agesilao II de Esparta; Polícrates de Samos; Hierón y Agatocles de Siracusa; Epaminondas y Pelópidas de Tebas; y Arquelao, Pilipo II y Alejandro Magno de Macedonia.

## Características regionales
La estructura de las prácticas pederastas era diferente de una polis a otra, estas diferencias a menudo eran la base de la competencia o el insulto entre ciudades. Por ejemplo, el personaje Pausanias en El banquete de Platón compara desfavorablemente la forma de pederastia de regiones como Elis y Beocia, donde los hombres tienen oratoria pobre y a los chicos se les permite ceder sin criterio; o Jonia donde a los chicos no se les permite ceder; con la superior forma de pederastia de Atenas y Esparta donde los hombres están versados en las artes de la retórica y los chicos se relacionan de forma sensata con sus pretendientes, eligiendo solo a los más elocuentes.

### Atenas
Atenas tenía una detallada legislación para regular esta tradición. La primera legislación sobre pederastia se atribuye a Solón, quien además compuso poesía alabando el amor por los muchachos A él se debe la legislación que restringe las relaciones pederastas con los chicos libres a los ciudadanos, un esclavo sería condenado a cincuenta latigazos en la plaza pública. Y también se prohibía el acceso de los esclavos a las palestras, escuelas de lucha, para evitar riesgos. El intercambio de dinero también estaba prohibido y se condenaba a los parientes del chico que permitieran este comercio ilícito. Los chicos que vendieran sus favores (hetaireesis) corrían el riesgo de perder la mayoría de sus derechos como ciudadanos al llegar a la edad adulta. Para prevenir que los maestros se aprovecharan de sus alumnos se les prohibía mantener las escuelas abiertas entre el ocaso y el amanecer, y se condenaba con la pena de muerte a cualquier hombre menor de cuarenta años que osara irrumpir en los patios.
La pederastia era principalmente una costumbre aristocrática. La alta sociedad ateniense alentaba a los erastés a proponer amor a un chico, al tiempo que se esperaba del chico y su familia que fuera selectivo y no cediese demasiado fácilmente. En cambio estas relaciones eran objeto de burlas por parte de los plebeyos.
Los filósofos atenienses de finales del siglo V a. C. estaban molestos con la falta de autocontrol y sexualidad procaz de algunas relaciones pederastas por lo que elaboraron una filosofía de la pederastia que revalorizaba las relaciones pederastas castas.

### Calcis
Calcis era conocido por ser el mayor centro pederasta de Grecia, por lo que los atenienses usaban jocosamente el verbo chalkidizein como sodomizar. Ateneo menciona que los ciudadanos de Calcis aseguraban que Ganímedes había sido secuestrado por Zeus en su país, tenían señalado el lugar y lo llamaban Harpagion. Se decía que al principio, la pederastia no estaba bien vista en Calcis. Pero estando en apuros en su guerra contra Eretria pidieron ayuda del guerrero Cleómaco. Este trajo consigo a su erómeno. Y los calcideos admiraron el valiente comportamiento del joven liderando la carga de Calcis contra los eretrios y llevándolos a la victoria, con el coste de su propia vida. Entonces erigieron un monumento funerario en el centro de su ágora y comenzaron a honrar la pederastia. Aristóteles atribuye una canción popular a este acontecimiento:

«Vosotros muchachos de alto linaje con gracia y arrojo. 

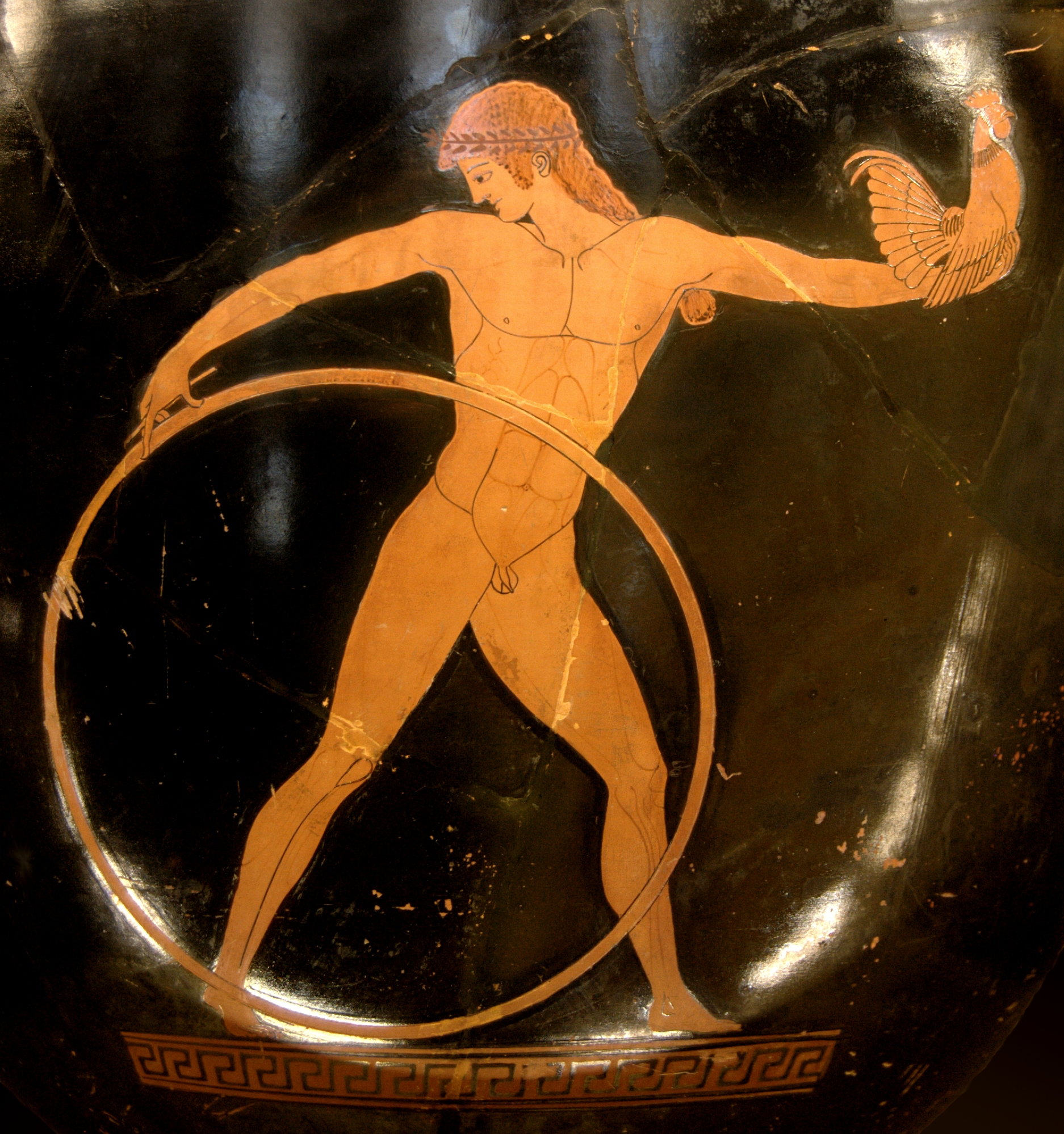
Ganímedes llevando un aro y un gallo regalos de Zeus.
Crátera ática de figuras rojas, 500 a. C. - a. C.; Pintor de Berlín; Louvre, París).

No evitéis a los valientes hombres hablar de vuestra belleza

en los pueblos de Calcis el amor, rama libre,

prospera codo a codo con valor».

### Creta
Los cretenses, un pueblo dorio descrito por Plutarco eran famosos por su moderación y su forma de vida conservadora. Practicaban un arcaico tipo de pederastia en el cual el erastés simulaba ritualmente el rapto del chico de su elección, con el previo aviso y autorización del padre del muchacho. Entonces se iban a vivir solos al bosque por una temporada y en algún momento se iban al templo de Hermes y Afrodita en los montes Dikti, y hacían la ofrenda ritual de una tablilla y el sacrificio de un animal. A su vuelta el chico recibía regalos muy caros: un equipamiento militar completo, un buey, un cáliz. Era entonces cuando el chico declaraba si quería continuar la relación o terminarla.
La costumbre estaba muy arraigada y se consideraba una vergüenza para un chico no conseguir un amante. Según Estrabón era el aspecto viril y su valor lo que más apreciaban los amantes y no su belleza.
Algunos descubrimientos arqueológicos indican que la pederastia ya se practicaba en Creta en el periodo minoico, 1650-1500 a. C., y los dorios podrían haberla adoptado allí y extenderla a Esparta y el resto de Grecia. Los antiguos situaban su origen en tiempos mitológicos, Aristóteles afirma que fue el rey Minos quien estableció la pederastia como medio de control de natalidad en la comunidad isleña. Se cree que fue aquí donde se introdujo al mito de Ganímedes que Zeus tuviera que llevar regalos para congraciarse con el padre del chico tras llevárselo al Olimpo.

### Esparta
Esparta, otra polis doria, fue la primera en practicar el nudismo atlético y una de las primeras en formalizar la pederastia. Los espartanos creían que el amor de un hombre mayor proporcionaba aristocracia a un adolescente y era esencial para su formación como ciudadano libre. La estricta educación de la clase dominante (los homoioi), la agogé, se basaba en las reglas de la pederastia y era obligatoria para esta clase social. También aquí era considerado para un chico una deshonra no encontrar un amante mentor.
La pederastia espartana tenía sus peculiaridades: como en otras ciudades el erastés tenía que cortejar al joven para ser elegido, pero aquí su libertad de elección estaba restringida; si era cortejado por dos hombres honorables, uno rico y otro pobre, si elegía al rico era sancionado por los magistrados por su avaricia. Por otro lado si dos hombres se enamoraban del mismo muchacho, normalmente, en lugar de competir por él se convertían en amigos y trabajaban juntos para mejorar al chico. Otra diferencia era que para evitar el envanecimiento de los muchachos, que se daba en otras ciudades, eran ellos los que tenían que pedir al hombre que fuera su mentor. Pero la más notable peculiaridad espartana es que las mujeres también tenían una relación pederasta similar con las chicas.
Muchos escritores antiguos sostienen que la pederastia espartana era del tipo casto, aunque también con un componente erótico. Plutarco describe las relaciones como castas y afirma que era impensable que un amante consumara sexualmente la relación con su amado como no lo haría un padre con su hijo. Los elios iban incluso más allá afirmando que si cualquier pareja sucumbía a la tentación de caer en una relación carnal deberían redimir la afrenta al honor de Esparta siendo exiliados o pagando con sus propias vidas. Aunque considerar la estructura de la pederastia espartana como asexuada choca con los escritos epigráficos encontrados en 1898 en la isla de Tera, grafitis en las rocas de un acantilado en las proximidades de un gimnasio donde se registran conquistas sexuales masculinas.
En la guerrera Esparta, pederastia y entrenamiento militar estaban íntimamente ligados, como en muchas otras ciudades. Por ejemplo firma Ateneo que los espartanos hacían un sacrificio a Eros antes de cada batalla. El amante era responsable del entrenamiento del chico y podía ser sancionado si este no cumplía los objetivos marcados.
En Esparta se celebraban las Jacintias, en honor a Jacinto príncipe mítico espartano amante de Apolo. Duraban tres días y en el primero se escenificaba su muerte y después se celebraba su reencarnación. Se ha sugerido que este ciclo de renacimiento podría representar el desarrollo del chico en estas relaciones.

### Jonia y Eolia
La mayoría de los poetas de la época Arcaica que hicieron elegías pederastas, con las únicas excepciones de Teognis y Tirteo, eran de ascendencia eolia o jónica. A diferencia de la guerrera Grecia continental estas polis eran marineras y comerciantes. Por lo que transformaron la pederastia dórica orientada al aprendizaje marcial obligatorio en un asunto intelectual y optativo practicándola con fruición.
En su tradición, figuran poetas como Anacreonte y Alceo, un hombre reputado también por su valor y habilidades políticas, que compuso muchos escoliones sinfónicos que se convirtieron más tarde en parte de la tradición continental. A diferencia de los dorios, donde el erastés tenía normalmente solo un erómeno, en el Este, un hombre podía tener muchos erómenos en el curso de su vida. Por los poemas de Alceo sabemos que el amante invitaría tradicionalmente a su amado a cenar con él.
Sin embargo tras la anexión de Jonia por Persia la práctica de la pederastia se prohibió. Fue considerada como un reflejo de debilidad moral. Por un lado revelaría una ambición por el poder del gobernante. Por otro lado revelaría  la cobardía de los sujetos. Por lo que se consideró que su supresión de las costumbres conduciría al fortalecimiento de los lazos de amistad y a producir mentes inquisitivas, fruto del amor.

### Megara
Tras Esparta, es una de las primeras ciudades asociadas con la práctica del nudismo atlético, Megara fue la cuna del corredor Orsipo famoso por ser el primero en correr la carrera de velocidad desnudo en los juegos olímpicos  y el primero en ser coronado vencedor desnudo.
Megara también fue la cuna de Teognis, entre sus obras hay muchas composiciones pederastas, frecuentemente dirigidas a su amado Cirno. En sus trabajos asocia el nudismo atlético con la pederastia: "Feliz es el amante que entrena desnudo, para volver a casa y dormir todo el día con su bello chico"
Muchas críticas sostienen que el suyo no es el trabajo de un simple poeta sino que representa "la sabiduría poética de varias generaciones." Los poemas son enseñanzas sociales, políticas o éticas a Cirno como parte de su formación para la sociedad aristocrática adulta de Megara a la propia imagen de Teognis.
Hay que apuntar que en el siglo VII a. C. cuando se cree que empezó a formalizarse la pederastia en las polis dorias, Megara mantenía buenas relaciones con Esparta, y es probable que hubiera una tendencia cultural a imitar las costumbres espartanas.

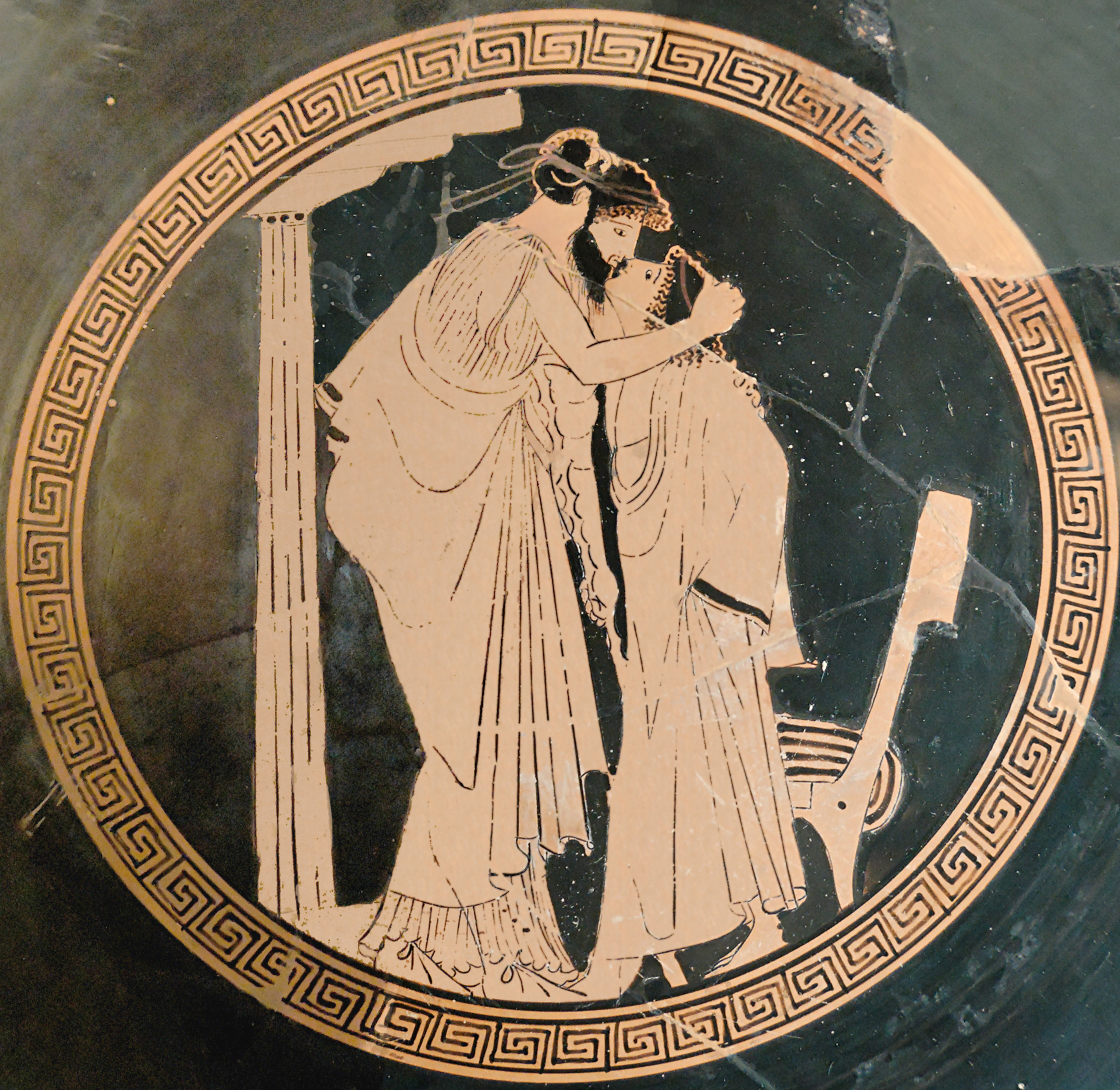
Amante y amado besándose
Tondo en un kílix ático, del s. 5 a. C. Museo del Louvre.

Había un festival de besos, el Diocleia, en honor a Diocles el amante de Filolao, que consistía en que los chicos participantes besaban a un juez que premiaba al que besara mejor. Teócrito, lo describe en un verso:

Y vosotros megarenses, habitantes de Nasaea,

expertos remeros, marineros sobresalientes,

¡Sed siempre felices! por el honor debido

al ateniense Diocles, de amistad verdadera.

Celebrad, con el primer rubor de la primavera

los jóvenes rodean su tumba: Allí darán

el más dulce beso. El que tenga los más puros labios

de vuelta con su madre irá de guirnaldas coronado.

Agradable tacto al jurado debe tener, en verdad.

Y debe tener, me parece, los ojos azules de Ganímedes.

Invocaba multitud de plegarias, la boca que posee

el roce de labios genuino, como la gema de Lidia

prueba el oro, que el concurso por un instante mostrará,

puro o infame, como los apostantes saben.

### Tebas

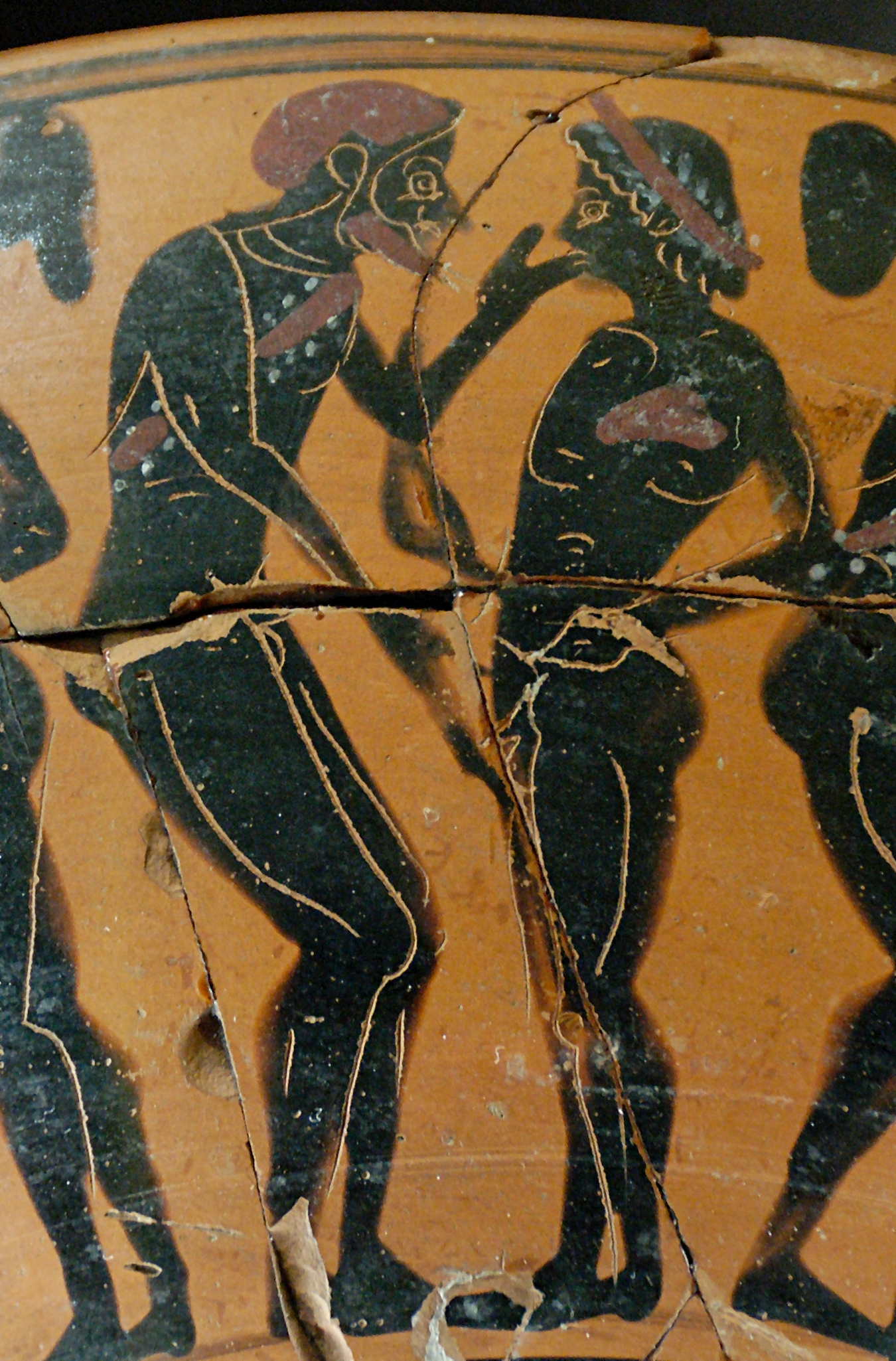
Cortejo pederasta, Vasija decorada de figuras negras. 530 a. C. – 520 a. C.

En Tebas, la principal ciudad de Beocia y célebre por su práctica pederasta, la tradición estaba enraizada en el mito fundacional de la ciudad. En este caso, las historias son citadas como contraejemplos. Una representa a Layo, uno de los antepasados míticos de los tebanos, en su papel de amante que traiciona al padre raptando a su hijo. Y también es un mito pederasta de Beocia la historia de Narciso.
La pederastia tebana fue institucionalizada como un mecanismo para la educación de los chicos, para "suavizar mientras son jóvenes su natural fiereza", y para "templar los modales y el carácter de los jóvenes".
Sus contemporáneos (en su mayoría los atenienses) les acusaban de practicar una pederastia más libre, sin ninguna restricción, y comúnmente se referían a los tebanos como los «cerdos beocios» por sus maneras rurales. Pero parecen debidas a prejuicios nacionalistas y xenófobos. Ya que las escasas fuentes locales como el poeta Píndaro, presenta una visión similar a la de las demás polis de la zona. De la misma manera, las pinturas en cerámicas parecen mostrar unas prácticas iguales a las que se aprecian en las vasijas de Atenas y Corinto.
Por su importancia es de destacar a la tropa sagrada tebana, un batallón de 300 hombres estructurado por parejas de amantes que luchaban juntos, que permaneció imbatible hasta su exterminio en la Batalla de Queronea en el 338 a. C., a pesar de lo cual Filipo II mandó a sus tropas victoriosas rendir homenaje a sus enemigos muertos por haber presentado hasta el final la mayor valentía que jamás había visto en combate.
En Tebas se rendía culto a Yolao, el erómeno de Heracles. Los amantes hacían un juramento de lealtad en su tumba y se celebraba un festival gimnástico anual, las Yolaia, en su honor.

## Influencia en la literatura y en las artes
La pederastia impregnaba la cultura griega en todos sus ámbitos. Famosos políticos, guerreros, escritores y artistas disfrutaron de esta clase de relaciones y está datada su práctica desde al menos el año 600 a. C. hasta el 400.
Los poetas la idealizaron desde la época arcaica hasta el final del periodo helenístico. Famosos poetas como Alceo, Íbico, Anacreonte, Teognis, Píndaro, Estratón y por supuesto Safo escribieron sobre el amor pederasta.
Cinco diálogos filosóficos debaten sobre sus implicaciones éticas. Notables filósofos y eruditos escribieron sobre el tema como Platón, Aristóteles, Jenofonte, Plutarco y Luciano.
Las tragedias sobre el tema eran muy populares. Los dramaturgos más importantes tenían obras con el tema como trama principal o con personajes que se amaban, como Esquilo, Sófocles y Eurípides. Aristófanes también hizo teatro cómico acerca de las relaciones sexuales entre hombres y jóvenes.
Numerosas piezas de cerámica, tanto de figuras negras como rojas, portaban decoraciones homoeróticas, con cientos de inscripciones celebrando el amor de los muchachos. La iconografía de los jarrones y vasijas de la época presentan muchas de sus manifestaciones: escenas de cortejo, ofrendas de regalos, muchas de sus funciones educativas como escenas de charlas pedagógicas en el gimnasio y relaciones sexuales de todo tipo. Algunas con textos del tipo inscripción kalos idealizando la belleza y la atracción física del erómeno, que generalmente acompañaban un retrato de un bello amado.
Incluso el escultor Fidias inmortalizó a su amante Pantarces en mármol inscribiendo su nombre en el dedo de la colosal estatua de Zeus.
Durante el periodo helenístico historiadores como Plutarco, Ateneo y Claudio Eliano describieron la historia de las relaciones homosexuales en Grecia desde sus orígenes.